# Hybridfahrzeug
Ein Hybridfahrzeug ist ein Kraftfahrzeug, das zwei oder mehr unterschiedliche Antriebsarten kombiniert, meist einen Verbrennungsmotor und einen Elektromotor. Je nach Typ des Hybridfahrzeugs wird eine höhere Energieeffizienz, ein geringerer Kraftstoffverbrauch und geringere Emissionen im Vergleich zu konventionellen Fahrzeugen ermöglicht.

## Arten von Hybridfahrzeugen

### Hybridelektrokraftfahrzeug
Dies sind Fahrzeuge, die mit einem Elektromotor und meistens einem zusätzlichen Verbrennungsmotor ausgestattet sind. Sie reduzieren Emissionen und sind energieeffizient, besonders in städtischen Bereichen, da sie häufig im rein elektrischen Modus fahren.

### Hybridbus
Dies ist ein Omnibus mit Hybridantrieb, der in vielen Städten zur Reduzierung der Luftverschmutzung beiträgt.

## Spezielle Formen von Hybridantrieben
Laut der UNO-Definition wird die Stromaufnahme von außen nicht als Hybrid betrachtet:

### Duo-Bus
So wird ein Bus mit zwei Antriebsarten bezeichnet, bei dem der zweite Antrieb jedoch von außen gespeist wird.

### Dieselelektrischer Antrieb
Hier wird der Strom teilweise aus einem Akkumulator bezogen und ermöglicht den Betrieb ohne laufenden Dieselmotor.
Historisch wurde der Begriff „Hybrid“ auch für Autos verwendet, die mit zugekauften Motoren aus dem Ausland ausgestattet waren, wie der Jensen Interceptor und der De Tomaso Pantera.

## Funktionsweise
Die Hybridtechnik basiert darauf, die Vorteile unterschiedlicher Antriebsarten zu nutzen. Bei niedrigen Geschwindigkeiten und kürzeren Strecken übernimmt in der Regel der Elektromotor den Antrieb, während der Verbrennungsmotor bei höherem Tempo oder geringer Batterieleistung einspringt. Einige Modelle speichern zudem Bremsenergie in der Batterie (Rekuperation) und verwenden diese Energie später, um den Elektromotor zu unterstützen.

### Typen von Hybridfahrzeugen

#### Mild-Hybrid
Der Elektromotor unterstützt den Verbrennungsmotor, kann das Fahrzeug jedoch nicht alleine antreiben. Mild-Hybride bieten eine begrenzte Spritersparnis und sind weniger komplex als Vollhybride.

#### Vollhybrid
Fahrzeuge, die mit Verbrennungs- und Elektromotoren fahren können und dadurch Kraftstoffeinsparungen bieten. Besonders effizient im Stadtverkehr, wo das Stop-and-Go-Fahren die Hybridtechnologie optimal nutzt.

#### Plug-in-Hybrid
Diese Fahrzeuge können extern aufgeladen werden und ermöglichen längere Strecken im rein elektrischen Modus. Dadurch lassen sich Emissionen und der Kraftstoffverbrauch noch weiter reduzieren.

## Vorteile und Nachteile
Hybridfahrzeuge bieten Vorteile wie eine höhere Kraftstoffeffizienz und geringere Emissionen, insbesondere im Stadtverkehr. Nachteile sind jedoch die höheren Anschaffungskosten und in manchen Fällen die langfristigen Kosten für die Batteriepflege.

## Entwicklung und Zukunft
Der Markt für Hybridfahrzeuge wächst weltweit. Hersteller investieren in die Technologie, da die Nachfrage nach umweltfreundlicher Mobilität steigt, unterstützt durch staatliche Förderungen und die steigende Zahl emissionsfreier Zonen in Städten. Experten sehen Hybridfahrzeuge als eine Übergangstechnologie zu rein elektrischen Fahrzeugen und alternativen Antrieben.